# Romulea macowanii
Romulea macowanii är en irisväxtart som beskrevs av John Gilbert Baker. Romulea macowanii ingår i släktet Romulea och familjen irisväxter.

## Underarter
Arten delas in i följande underarter:
- R. m. alticola
- R. m. macowanii
- R. m. oreophila